# Diallassagou
Diallassagou est une localité et une commune rurale du Mali, chef-lieu de cercle de la région de Bandiagara.

## Géographie
La localité de Diallassagou est située à 84 km, au sud du chef-lieu régional Bandiagara. 
|       | Léssagou Habé | Koulogon Habbé |
| Ségué | Diallassagou  | Baye           |
|       | Tori          |                |

## Histoire
Le 18 juin 2022, se déroule le massacre de Diallassagou, pendant la guerre du Mali. Il est commis par des djihadistes de la katiba Macina, groupe affilié au Groupe de soutien à l'islam et aux musulmans, sur la commune de Diallassagou, dans le Cercle de Bankass. Les djihadistes exécutent alors plus environ 100 à 200 civils accusés d'avoir aidé l'armée malienne.
En 2023, la localité est soustraite du cercle de Bankass et érigée en chef-lieu de cercle dans la région de Bandiagara. Le premier préfet de cercle est installé le 18 août 2024.

## Villages
La commune s'étend sur 25 localités relevées lors du recensement général de 2009. 
Les villages les plus peuplés sont :
- Néné (8 754 habitants)

- Diallaye (3 662 habitants)
- Diallassagou (2 770 habitants)
- Oudiana Habbé (2 548 habitants)